# Marek Grot

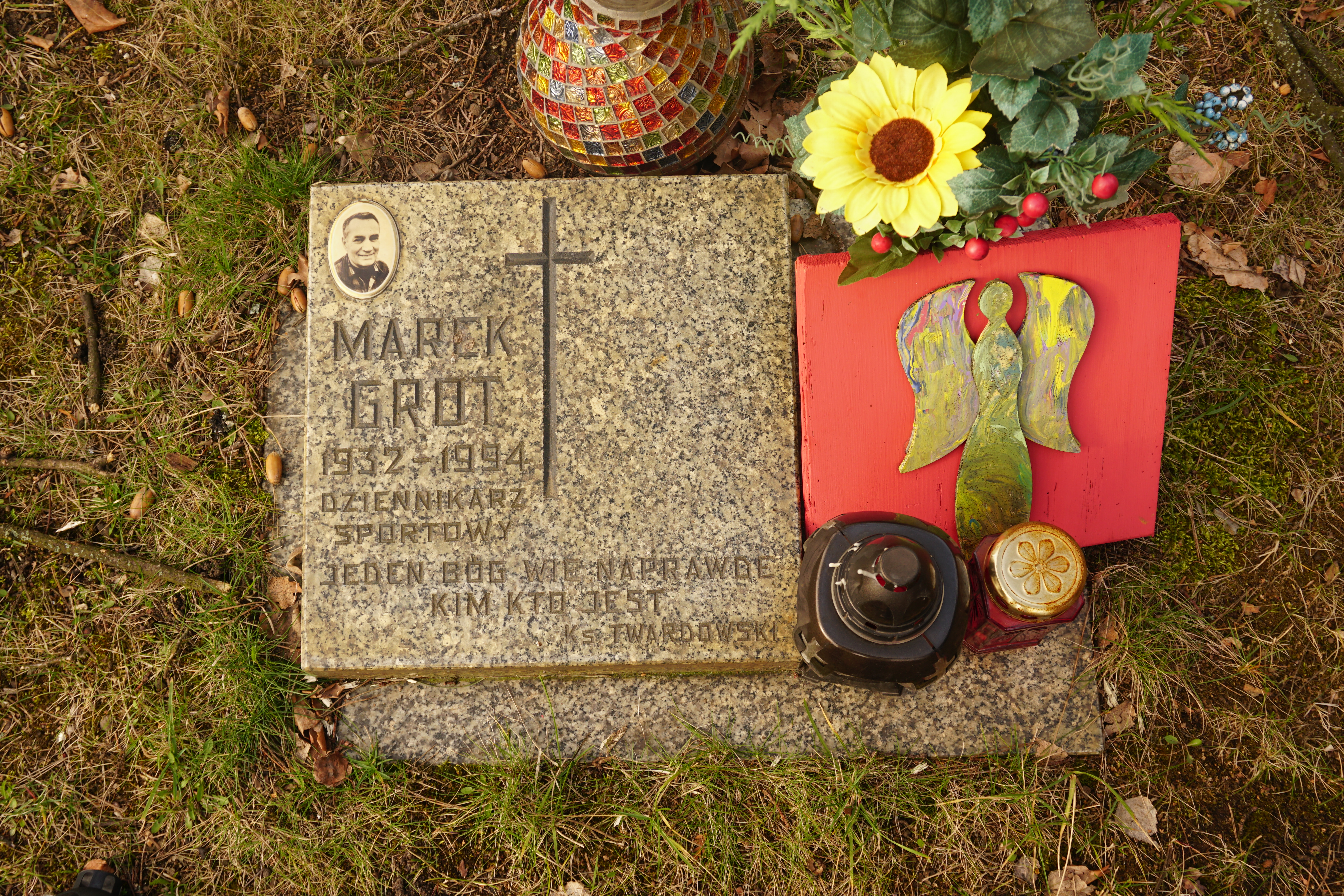
Grób Marka Grota na Cmentarzu Junikowskim

Marek Grot (ur. 3 marca 1932 w Warszawie, zm. 19 lipca 1994 tamże) – polski dziennikarz telewizyjny, popularyzator sportu oraz kultury fizycznej wśród dzieci i młodzieży, pomysłodawca licznych konkursów i turniejów.

## Życiorys
W 1950 roku ukończył Państwowe Gimnazjum i Liceum im. Stefana Batorego w Warszawie. W latach 1954–1968 pracował jako nauczyciel wychowania fizycznego. W latach 1968–1986 był etatowym pracownikiem Redakcji Sportowej Telewizji Polskiej. 
Stworzył i prowadził „Konkurs pięciu milionów”, z którym zadebiutował 19 grudnia 1960. Łącznie wyemitowano około 300 programów z tego cyklu w Telewizji Polskiej oraz poza granicami kraju, na antenach Interwizji. Był także autorem programów, jak „Telewizyjne Studio Młodych” (podczas Zimowych Igrzysk Olimpijskich w Innsbrucku), „Wszyscy na start”, „Stu na jednego”, „Turniej Żółtej Żyrafy”, „Harcerski trójmecz”. 
W sumie był autorem i prowadzącym około 1200 emisji programów cyklicznych.
Prowadził też działy związane z popularyzacją sportu w „Ekranie z bratkiem”, „Sobótce” oraz „Teleferiach”. 
Był współautorem (wraz z Marią Wiśniewską) poradnika „Bądź zawsze zgrabny”.
Wystąpił w filmie „Wodzirej” w roli reportera telewizji.
Zmarł w wyniku obrażeń odniesionych w wypadku autokaru pod Łowiczem. Został pochowany na Cmentarzu Junikowskim w Poznaniu (pole 5-5-92-9).